# Love in Paris
Love in Paris es una película de 1997, secuela de la película 9 semanas y media. En los Estados Unidos, fue lanzada como Another 9½ Weeks.
Mickey Rourke representa su papel original como John Gray. Angie Everhart coprotagoniza. Esta secuela estuvo dirigida por Anne Goursaud y fue lanzada directamente para vídeo en Estados Unidos, recibiendo críticas negativas.

## Argumento
Diez años después de que Elizabeth (el personaje representado por Kim Basinger en la primera película) lo abandonó, John ha descendido a un mundo de depresión y soledad, y es suicida. Cuando recibe una invitación para asistir a una exhibición de arte en París que presentará algunas de las pinturas de Elizabeth, inmediatamente aborda un avión para Francia, esperando poder hablar con ella.
Llega a la casa de subastas y gana rápidamente todas sus obras de arte, pero Elizabeth no está allí. Sin embargo, sí ve a una mujer hermosa (Angie Everhart) que lleva exactamente el mismo chal que le dio a Elizabeth muchos años antes. El nombre de la mujer es Lea Calot. Ella dice que ella es la amiga íntima de Elizabeth y que Elizabeth ahora vive en otro país, felizmente casada.
John sospecha que hay algo que Lea no le está diciendo. Se hace evidente que Elizabeth le contó detalles íntimos de su relación. Lea, una diseñadora de modas, obviamente se siente atraída por John, y él también comienza a mostrarse afectuoso con ella. Comienzan una aventura apasionada, pero Lea continúa evasiva cuando se trata de responder preguntas sobre Elizabeth.
John también se acerca a la hermosa asistente de Lea, Claire, que está en una relación abusiva con su novio. A medida que John se acerca a descubrir la verdad del destino de Elizabeth, se ve obligado a examinar las formas en que sus acciones pasadas lo han cambiado como persona, y si puede ser el tipo de amante que Lea quiere que sea.

## Elenco
- Mickey Rourke ... John Gray
- Angie Everhart ... Lea Calot
- Agathe de La Fontaine ... Claire
- Steven Berkoff ... Vitorio DaSilva
- Dougray Scott ... Charlie